# Бромид фосфора(III)
Бромид фосфора(III) — бинарное неорганическое соединение брома и фосфора с формулой PBr3, бесцветная жидкость, реагирует с водой.

## Получение
- Бромирование раствора красного фосфора в сероуглероде:

{\displaystyle {\mathsf {2P+3Br_{2}\ {\xrightarrow {}}\ 2PBr_{3}}}}
- Разложение пентабромида фосфора:

{\displaystyle {\mathsf {PBr_{5}\ {\xrightarrow {100^{o}C}}\ PBr_{3}+Br_{2}}}}
- Реакция  пентабромида фосфора с красным фосфором:

{\displaystyle {\mathsf {3PBr_{5}+2P\ {\xrightarrow {}}\ 5PBr_{3}}}}

## Физические свойства
Бромид фосфора(III) — бесцветная жидкость, во влажном воздухе «дымит». Реагирует с водой и этанолом.
Растворяется в органических растворителях: эфире, хлороформе, сероуглероде, четырёххлористом углероде.

## Химические свойства
- Реагирует с водой:

{\displaystyle {\mathsf {PBr_{3}+3H_{2}O\ {\xrightarrow {}}\ H_{3}PO_{3}+3HBr}}}
- Реагирует с щелочами:

{\displaystyle {\mathsf {PBr_{3}+5NaOH\ {\xrightarrow {}}\ Na_{2}HPO_{3}+3NaBr+2H_{2}O}}}
- Окисляется кислородом с образованием оксибромида фосфора:

{\displaystyle {\mathsf {2PBr_{3}+O_{2}\ {\xrightarrow {70-90^{o}C}}\ 2POBr_{3}}}}
- Реагирует с бромом:

{\displaystyle {\mathsf {PBr_{3}+Br_{2}\ {\xrightarrow {100-150^{o}C}}\ PBr_{5}}}}

## Применение
- Органический синтез.